# Шишкеєвське сільське поселення
Шишке́євське сільське поселення (рос. Шишкеевское сельское поселение) — муніципальне утворення у складі Рузаєвського району Мордовії, Росія. Адміністративний центр — село Шишкеєво.

## Історія
Станом на 2002 рік існували Стрілецько-Слободська сільська рада (села Огарьово, Стрілецька Слобода) та Шишкеєвська сільська рада (село Шишкеєво, селища Загорний).
19 травня 2020 року було ліквідовано Стрілецько-Слободське сільське поселення, його територія увійшла до складу Шишкеєвського сільського поселення.

## Населення
Населення — 1093 особи (2019, 1251 у 2010, 1249 у 2002).

## Склад
До складу поселення входять такі населені пункти:
| Населений пункт          | Населення, осіб (2002) | Населення, осіб (2010) |
| ------------------------ | ---------------------- | ---------------------- |
| Загорний, селище         | 2                      | 0                      |
| Огарьово, село           | 123                    | 100                    |
| Стрілецька Слобода, село | 372                    | 402                    |
| Шишкеєво, село           | 752                    | 749                    |